# Ferrocarril Kansas City-México y Oriente
El Ferrocarril Kansas City-México y Oriente fue un ferrocarril financiado con presupuesto estadounidense para comunicar a los Estados Unidos con las colonias estadounidenses en México, de Topolobampo y Los Mochis.  Construido en 1903, comunicó a Ojinaga con Topolobampo, pasando por Chihuahua, El Fuerte y San Blas. La vía ferroviaria fue creciendo: en 1905 alcanzó Guaymas, al año siguiente Culiacán y en 1907 ya había conectado a Guamúchil. Para 1909, el gobierno cañedista abrió la línea Culiacán-Mazatlán.